# CDC37
Cell division cycle 37 homolog znany też jako CDC37, to ludzki gen kodujący białko CDC37, zbliżone budową do białka Cdc37 regulującego cykl komórkowy Saccharomyces cerevisiae. Białko CDC37 należy do białek chaperonowych (opiekuńczych). Wykazano, że CDC37 tworzy kompleks z Hsp90 i wieloma kinazami białkowymi, takimi jak CDK4, CDK6, SRC, RAF1, MOK, LKB1 czy eIF-2. Przypuszczalnie odgrywa kluczową rolę, rekrutując białka kinazowe do Hsp90.